# Alguém Me Disse
"Alguém me Disse" é uma canção brasileira de estilo bolero, composta pela dupla Evaldo Gouveia e Jair Amorim, e lançada em 1960, quase simultaneamente, por Anísio Silva (no álbum Alguém me Disse), Maysa (no álbum Voltei), Cauby Peixoto (no álbum O Sucesso na Voz de Cauby Peixoto), entre outros.
A canção conseguiu maior exito com Anísio Silva, tornando-se o maior sucesso do cantor, logo no primeiro álbum. O sucesso foi tão grande, que o disco vendeu mais de dois milhões de cópias, tornando Anísio Silva o primeiro cantor brasileiro a ganhar um disco de ouro. Os compositores, que costumavam criar samba-canções, passaram a se dedicar mais ao bolero, desde então.
Regravada diversas vezes, por vários cantores, a canção ainda é lembrada nos dias de hoje por novas gerações da MPB. Em 1990, foi a vez de Gal Costa, em seu álbum Plural. Em 1997 foi Emílio Santiago. Ana Carolina, em seu primeiro álbum em 1999, regravou "Alguém me Disse" com um arranjo de violoncelo. Em 2001, Simony regravou a canção para seu álbum Simplesmente Eu.

## Trilhas Sonoras
- A versão de Anísio Silva está na trilha sonora da telenovela "Os Imigrantes - Terceira Geração", exibida na Rede Bandeirantes em 1982.[3]
- A versão de Gal Costa está na segunda trilha sonora nacional da telenovela "Tieta", exibida na Rede Globo em 1989.[4] A cantora gravou um clipe músical para a canção exibido no programa Fantástico.[5] Com o sucesso, Gal adicionou a canção ao seu álbum Plural, no ano seguinte.
- A versão de Maysa está na trilha sonora nacional da telenovela "Páginas da Vida", exibida na Rede Globo em 2006.[6]

## Ligações Externas
- https://web.archive.org/web/20120618112540/http://www.memoriamusical.com.br/discografia.asp (Histórico completo de gravações)